# Continuo homosexual-heterosexual
El continuo homosexual-heterosexual, también conocido como continuo sexual, es un concepto psicológico y filosófico y una manera de entender la sexualidad humana que coloca las preferencias sexuales a modo de continuo. Este continuo abarca desde la heterosexualidad hasta la homosexualidad.

## Origen
El origen del concepto parte de Alfred Kinsey (1894-1956), un investigador de la sexualidad que trabajó en los años cuarenta en Estados Unidos. En sus investigaciones observó que muchos de los sujetos de estudio reportaban bisexualidad en lugar de una distinción estricta entre heterosexualidad/homosexualidad, como se había supuesto previamente.
Su trabajo lo continuó el psiquiatra Fritz Klein (1932-2006), quien lanzó la hipótesis de que la orientación sexual era un proceso dinámico y sujeto a variación. Este proceso incluiría la atracción, el comportamiento, las fantasías, las emociones y las preferencias sociales como la identificación o el estilo de vida.
Este continuo tuvo una importante influencia en el movimiento feminista y en el activismo LGTB de los años setenta y ochenta, en cuanto que los líderes de los movimientos y los académicos se esforzaron por marcar la diferencia entre pertenecer a un sexo y los aspectos puramente sociales, culturales y psicológicos del género y la sexualidad.

La orientación sexual es una atracción duradera de índole emocional, romántica, sexual o afectiva hacia otros. Es fácilmente distinguible de otros aspectos de la sexualidad, incluyendo sexo biológico, identidad de género (el sentimiento psicológico de ser hombre o mujer), y el papel de género (la adecuación a determinadas normas de culturales de comportamiento para el comportamiento masculino o femenino).
La orientación sexual existe a lo largo de un continuo que abarca desde la exclusiva heterosexualidad u homosexualidad e incluye varias formas de bisexualidad.
Asociación Estadounidense de Psicología